# 結城めぐみ
結城 めぐみ（ゆうき めぐみ、1969年5月3日 - ）は、日本の元タレント、歌手である。大阪府出身。血液型 A型。芸映に所属していた。

## 来歴・人物
1988年、第15代クラリオンガールに選ばれる。歌手としても活動した。声量溢れる高い歌唱力が売りだった。
1997年にプロ野球福岡ソフトバンクホークスの本間満と結婚。福岡に移住し、タレント活動を行っていたが3年後に離婚。
現在は、自宅にてボーカルスクールとエステ・整体サロンを経営。また、農業にも従事しており主に福岡ブランドの野菜を栽培している。

## 主な出演作品

### テレビドラマ
- 女の敵は男の敵 （1990年、ANB）
- ゴリラ・警視庁捜査第8班（1989年10月15日、テレビ朝日）
- 代表取締役刑事（1991年1月20日、テレビ朝日）
- 銭形平次 (北大路欣也版) 第1シリーズ 第12話「土蔵の中」（1991年、CX） - おこよ 役
- 土曜ワイド劇場「牟田刑事官15 神戸－横浜、港町連続殺人」（1991年9月28日、ANB）
- ハートブルー（1992年、TX）
- 愛と哀しみの果て（1992年3月28日、TX）
- 柴門ふみセレクション「結婚オペレーション10to7」（1992年10月26日、ANB）

### その他のテレビ番組
- 恋のStep Up おかたい女攻略法（TBS）
- 一枚の写真（1992年3月27日、CX）
- ミュージックステーション（1989年7月28日、ANB）
- 爆報! THE フライデー（2019年5月17日、TBS）

### 映画
- バトル・チャレンジャー/激走（1993年、東映Vシネマ） - 江藤倫子 役

### ラジオ
- MBSヤングタウン火曜日（1989年2月 - 1989年9月、MBS毎日放送）

## 写真集
- つ・か・ま・え・て（1990、大陸書房）
- Camouflage もう一人の私（1991、ワニブックス）
- Real love 明日に恋して…（1992、テイ•アイ•エス）
- SIZZLER（1989年、音楽専科社）

## ビデオ
- ONION SKIN（1990年、オリーブビデオ）DVD復刻
- 飛翔!光りの中へ（1991年、クラリオンソフト）
- 灼熱のフェスタ（1991年、大陸書房）

## 音楽

### シングル
1. YOU（1988年11月21日） - 日本テレビアニメ『美味しんぼ』初代オープニングテーマ、C/W: TWO OF US
2. I KNOW YOU（1989年4月7日） C/W: 傷だらけのダイヤモンド
3. -WILL- 輝きへの伝言（1989年7月21日） C/W: ガラス越しの水彩画
4. 渚のシンドバッド（1990年8月22日） C/W: A・M・A・Z・O・N
5. 夕陽が沈んだら（1991年10月30日） C/W: 朝もやの天使たち

### アルバム
1. REAL NUTMEG（1989年9月1日）

## コンテスト受賞
- 1988年 ヤングマガジンビデオショップGALコンテスト・グランプリ
- 1989年 第15代クラリオンガール